# 234
234. је била проста година.

## Догађаји
- Цар Александар Север и његова мајка Јулија Мамеја селе се у Могунтијакум (данас Мајнц), главни град Горње Германије. Његови генерали су испланирали војну офанзиву и изградили мост преко реке Рајне. Александар више воли да преговара о миру подмићивањем Алемана. Ова политика разбесне римске легије и губи поверење трупа.
- Битка на равници Вужанг између кинеских држава Шу Хан и Цао Веј: Војска Шу Хана се повлачи након неубедљивог исхода.
- Сабан постаје краљ корејског краљевства Пекче. Касније исте године га наследи Гои из Пекчеа.